# Solanum ochrophyllum
Solanum ochrophyllum är en potatisväxtart som beskrevs av Henri Ferdinand Van Heurck och Johannes Müller Argoviensis.
Solanum ochrophyllum ingår i släktet skattor som ingår i familjen potatisväxter. Inga underarter finns listade i Catalogue of Life.